# 길리어드날여우박쥐
길리어드날여우박쥐(Pteropus gilliardorum)는 큰박쥐과에 속하는 박쥐의 일종이다. 파푸아뉴기니의 토착종이다. 3점의 표본만이 알려져 있다.

## 생태
자연 서식지는 아열대 또는 열대 기후 지역의 건조림과 습지이다. 홀로 생활하거나 작은 무리를 지어 생활한다. 제한된 지역에서 서식하며, 저지대 숲의 광범위한 개간은 고지대 서식지에 영향을 줄 수 있다. 길리어드날여우박쥐에 관한 충분한 정보가 없기 때문에 멸종위협을 받는 종인지 멸종위기종인지 확인할 수 없다.